# Europäische Stiftung zur Verbesserung der Lebens- und Arbeitsbedingungen
Die Europäische Stiftung zur Verbesserung der Lebens- und Arbeitsbedingungen (Eurofound, englisch European Foundation for the Improvement of Living and Working Conditions) ist eine Agentur der Europäischen Union mit dem Ziel der Verbesserung der Lebens- und Arbeitsbedingungen in Europa. Sie wurde am 26. Mai 1975, mit der Verordnung (EWG) 1365/75, vom Europäischen Rat gegründet und sitzt in Dublin.
Die Stiftung konzentriert sich auf das Erforschen und Sammeln von Informationen und auf die Veröffentlichung ihrer Ergebnisse.
Die Stiftung unterhält spezialisierte Organisationen zum Zweck der Überwachung der Arbeitsbedingungen in Europa. Diese sind
- das European Industrial Relations Observatory  (EIRO) für die Industrie
- das European Working Conditions Observatory (EWCO) für die Überwachung der Arbeitsbedingungen
- das European Monitoring Centre on Change (EMCC) Europäisches Überwachungszentrum für Wandlung
- das European Restructuring Monitor (ERM) Überwachung des Wiederaufbaus

## Aufgabe
Die Aufgaben der Europäischen Stiftung zur Verbesserung der Lebens- und Arbeitsbedingungen sind folgende: das Zurverfügungstellen von Informationen, Beratung und Fachkenntnissen für Schlüsselfiguren auf dem Feld der europäischen Sozialpolitik auf Basis vergleichender Informationen, Nachforschungen und Analysen.
Die Europäische Stiftung zur Verbesserung der Lebens- und Arbeitsbedingungen war eine der ersten etablierten Agenturen der EU. Zudem unterhält die Stiftung Partnerschaften zu 29 nationalen Einrichtungen.

## Behörde
Eurofound wird von einem Direktor, einem Vize-Direktor und einem Vorstand geleitet. Der Vorstand trifft sich zweimal im Jahr, um das Budget und Ein- und Vierjahrespläne zu beschließen. Das Budget der Stiftung (18,5 Mio. € im Jahr 2005) kommt von der Europäischen Kommission.

## Leitung
Die Stiftung leiteten als Direktor:
- bis 2003: Raymond-Pierre Bodin
- 2003 bis 2005: Willy Buschak
- 2005 bis 2010: Jorma Karppinnen
- 2010 bis 2021: Juan Menéndez-Valdés[3]
- seit 2021: Iwajlo Kalfin